# Chiliotrichum diffusum
Chiliotrichum diffusum es una especie de arbusto perteneciente a la familia de las asteráceas.

## Descripción
Es un arbusto que alcanza un tamaño de hasta 1,20 m de altura. Las hojas obovadas, discoloras con el ápice obtuso. base atenuada y densamente pubescentes. Las inflorescencias en capítulos terminales. El involucro formado por 4-5 series de filarios. Las flores del margen con corola de lígula elíptica.

## Distribución
Se encuentra en el sur de Argentina y Chile.

## Taxonomía
Chiliotrichum diffusum fue descrita por (G.Forst.) Kuntze y publicado en Revisio Generum Plantarum 3(3): 141. 1898.
Sinonimia
- Amellus diffusus G.Forst.
- Aster magellanicus Spreng.
- Chiliotrichum amelloides DC.
- Chiliotrichum amelloides Cass.
- Chiliotrichum amelloides var. diffusum (G.Forst.) Nees
- Chiliotrichum amelloides var. lanceolatum T. Nees
- Chiliotrichum amelloideum Cass.
- Chiliotrichum amelloideum var. lanceolatum Nees
- Chiliotrichum diffusum f. media Speg.
- Chiliotrichum diffusum var. media Speg.
- Chiliotrichum feliciae Decne.
- Chiliotrichum virgatum Phil.[3]